# Vuelta a España 1998
La Vuelta a España 1998, cinquantatreesima edizione della corsa, si svolse in ventidue tappe dal 5 al 27 settembre 1998, per un percorso totale di 3 774 km. Fu vinta dallo spagnolo Abraham Olano che terminò la gara in 93h44'08" alla media di 40,262 km/h.
Partenza alla prima tappa a Cordova con 198 ciclisti di cui 108 tagliarono il traguardo di Madrid.

## Tappe
| Tappa  | Data         | Percorso                                      | km    | Vincitore di tappa | Leader cl. generale |
| ------ | ------------ | --------------------------------------------- | ----- | ------------------ | ------------------- |
| 1ª     | 5 settembre  | Cordova > Cordova                             | 161,7 | Markus Zberg       | Markus Zberg        |
| 2ª     | 6 settembre  | Cordova > Cadice                              | 234,6 | Jeroen Blijlevens  | Markus Zberg        |
| 3ª     | 7 settembre  | Cadice > Estepona                             | 192,6 | Jaan Kirsipuu      | Laurent Jalabert    |
| 4ª     | 8 settembre  | Malaga > Granada                              | 173,5 | Fabrizio Guidi     | Fabrizio Guidi      |
| 5ª     | 9 settembre  | Olula del Río > Murcia                        | 165,5 | Jeroen Blijlevens  | Fabrizio Guidi      |
| 6ª     | 10 settembre | Murcia > Xorret de Catí                       | 201,5 | José María Jiménez | José María Jiménez  |
| 7ª     | 11 settembre | Alicante > Valencia                           | 185   | Giovanni Lombardi  | José María Jiménez  |
| 8ª     | 12 settembre | Palma di Maiorca > Palma di Maiorca           | 181,5 | Fabrizio Guidi     | José María Jiménez  |
| 9ª     | 13 settembre | Alcúdia > Alcúdia (cron. individuale)         | 39,5  | Abraham Olano      | Abraham Olano       |
|        | 14 settembre | giorno di riposo                              |       |                    |                     |
| 10ª    | 15 settembre | Vic > Estación de Pal (AND)                   | 199,3 | José María Jiménez | Abraham Olano       |
| 11ª    | 16 settembre | Andorra (AND) > Cerler                        | 186   | José María Jiménez | Abraham Olano       |
| 12ª    | 17 settembre | Benasque > Jaca                               | 187   | Gianni Bugno       | Abraham Olano       |
| 13ª    | 18 settembre | Sabiñánigo > Sabiñánigo                       | 208,5 | Andrej Zinčenko    | Abraham Olano       |
| 14ª    | 19 settembre | Biescas > Saragozza                           | 155,5 | Marcel Wüst        | Abraham Olano       |
| 15ª    | 20 settembre | Saragozza > Soria                             | 178,7 | Andrej Zinčenko    | Abraham Olano       |
| 16ª    | 21 settembre | Soria > Laguna Negra de Neila                 | 143,7 | José María Jiménez | Abraham Olano       |
| 17ª    | 22 settembre | Burgos > León                                 | 188,5 | Marcel Wüst        | Abraham Olano       |
| 18ª    | 23 settembre | León > Salamanca                              | 223   | Fabrizio Guidi     | Abraham Olano       |
| 19ª    | 24 settembre | Avila > Segovia                               | 170,4 | Roberto Heras      | Abraham Olano       |
| 20ª    | 25 settembre | Segovia > Alto de Navacerrada                 | 206   | Andrej Zinčenko    | José María Jiménez  |
| 21ª    | 26 settembre | Fuenlabrada > Fuenlabrada (cron. individuale) | 39    | Alex Zülle         | Abraham Olano       |
| 22ª    | 27 settembre | Madrid > Madrid                               | 163   | Markus Zberg       | Abraham Olano       |
| Totale | Totale       | Totale                                        | 3 774 |                    |                     |

## Squadre e corridori partecipanti
Le 22 squadre partecipanti alla gara furono:
| N.      | Cod. | Squadra                        |
| ------- | ---- | ------------------------------ |
| 1-9     | FES  | Festina-Lotus                  |
| 11-19   | AVI  | Avianca-Telecom                |
| 21-29   | BAN  | Banesto                        |
| 31-39   | BRE  | Brescialat-Liquigas            |
| 41-49   | CTA  | Cantina Tollo-Alexia Alluminio |
| 51-59   | CSO  | Casino-Ag2r                    |
| 61-69   | COF  | Cofidis                        |
| 71-79   | C.A  | Credit Agricol                 |
| 81-89   | EBR  | Estepona-Brepac                |
| 91-99   | EUS  | Euskaltel-Euskadi              |
| 101-109 | KEL  | Kelme-Costa Blanca             |

| N.      | Cod. | Squadra               |
| ------- | ---- | --------------------- |
| 111-119 | LOT  | Lotto-Mobistar        |
| 121-129 | MAP  | Mapei-Bricobi         |
| 131-139 | ONC  | Once                  |
| 141-149 | PLT  | Team Polti            |
| 151-159 | POS  | Post Swiss Team       |
| 161-169 | RAB  | Rabobank              |
| 171-179 | SAE  | Saeco-Cannondale      |
| 181-189 | TEL  | Team Deutsche Telekom |
| 191-199 | TVM  | TVM-Farm Frites       |
| 201-209 | USP  | US Postal Service     |
| 211-219 | VIT  | Vitalicio Seguros     |

## Classifiche finali

### Classifica generale - Maglia oro
| Pos. | Corridore             | Squadra       | Tempo     |
| ---- | --------------------- | ------------- | --------- |
| 1    | Abraham Olano         | Banesto       | 93h44'08" |
| 2    | Fernando Escartín     | Kelme         | a 1'23"   |
| 3    | José María Jiménez    | Banesto       | a 2'12"   |
| SQ   | Lance Armstrong       | US Postal     | a 2'18"   |
| 5    | Laurent Jalabert      | ONCE          | a 2'37"   |
| 6    | Roberto Heras         | Kelme         | a 2'58"   |
| 7    | Álvaro G. de Galdeano | Euskaltel     | a 5'51"   |
| 8    | Alex Zülle            | Festina-Lotus | a 6'05"   |
| 9    | Marco Serpellini      | Brescialat    | a 8'58"   |
| 10   | Marcos Serrano        | Kelme         | a 10'17"  |

### Classifica a punti - Maglia azzurra
| Pos. | Corridore          | Squadra    | Punti |
| ---- | ------------------ | ---------- | ----- |
| 1    | Fabrizio Guidi     | Team Polti | 206   |
| 2    | Laurent Jalabert   | ONCE       | 158   |
| 3    | José María Jiménez | Banesto    | 127   |

### Classifica scalatori - Maglia verde
| Pos. | Corridore          | Squadra | Punti |
| ---- | ------------------ | ------- | ----- |
| 1    | José María Jiménez | Banesto | 184   |
| 2    | Laurent Jalabert   | ONCE    | 93    |
| 3    | Fernando Escartín  | Kelme   | 92    |

### Classifica sprint - Maglia bianca
| Pos. | Corridore          | Squadra    | Punti |
| ---- | ------------------ | ---------- | ----- |
| 1    | Giancarlo Raimondi | Brescialat | 53    |

### Classifica a squadre
| Pos. | Squadra            | Tempo      |
| ---- | ------------------ | ---------- |
| 1    | Banesto            | 281h14'43" |
| 2    | Kelme-Costa Blanca | a 8'58"    |
| 3    | Festina-Lotus      | a 28'59"   |